# Arbnor Muja
Arbnor Muja (29 januari 1998) is een Kosovaars voetballer die sinds februari 2024 uitkomt voor het Turkse Samsunspor.

## Clubcarrière
Muja begon zijn seniorencarrière bij KF Trepça. In 2017 stapte hij over naar KF Trepça'89. In augustus 2018 ondertekende hij een tweejarig contract bij de Duitse derdeklasser Eintracht Braunschweig. Muja speelde in het seizoen 2018/19 zeventien competitiewedstrijden voor het B-elftal van de club in de Oberliga Niedersachsen, waarin hij zevenmaal scoorde.
Na zijn passage in Duitsland trok Muja naar Albanië, waar hij voor Skënderbeu Korçë tekende. De club leende hem in het seizoen 2020/21 uit aan zijn ex-club KF Trepça'89. In 2021 haalde FC Drita hem op definitieve basis terug naar Kosovo. In juli 2022 nam Muja het in de Conference League met FC Drita op tegen Royal Antwerp FC. Drita werd uitgeschakeld, maar Muja maakte kennelijk indruk op Antwerp, want begin augustus ondertekende de Kosovaar een driejarig contract met optie op een extra jaar bij de Belgische eersteklasser. Op 4 juni 2023 werd hij met de Royal Antwerp F.C. Belgisch landskampioen, nadat eerder in datzelfde jaar reeds de Belgische voetbalbeker werd gewonnen. Op 9 februari 2024 werd Muja voor 2 miljoen euro getransfereerd naar de Turkse eersteklasser Samsunspor. Hij tekende er een contract tot 30 juni 2027.

## Interlandcarrière
Muja werd in maart 2023 door Alain Giresse opgeroepen voor de EK-kwalificatiewedstrijden van Kosovo tegen Israël en Andorra.

## Erelijst
| Eerste klasse A    | 1x | 2022/23 |
| Beker van België   | 1x | 2022/23 |
| Belgische Supercup | 1x | 2023    |